# Årets By
Årets By er en bykonkurence, hvor Morgenavisen Jyllands-Posten hvert år siden 1965 har ladet sine læsere nominere Danmarks bedste byer, og så lade en forskellig dommerpanel kåre byen. Reelt har kåringen drejet sig om bedste kommune i Danmark og ikke byer, hvorfor man ser steder som Sallingsund, Albertslund og Ishøj kåret som vindere gennem årene[kilde mangler].
Den første by der blev kåret var Herning, der også er en af de fire eneste der har været årets by to gange. Den første ikke-jyske by der løb med sejren var Odense, der vandt i 1985. Året efter i 1986 vandt Holbæk, der var den første sjællandske by der fik titlen.

## Følgende byer der er blevet kåret
| År   | Årets By               | Baggrund |
| ---- | ---------------------- | --- |
| 1965 | Herning                | En god by at leve i |
| 1966 | Holstebro              | Uddannelse, idræt, kultur og socialvæsen |
| 1967 | Vojens                 | Aktivitet af indbyggere i fælles bestræbelser |
| 1968 | Silkeborg              | En god by for ungdommen |
| 1969 | Brande                 | Kulturudvikling |
| 1970 | Struer                 | Erhvervsmæssigt kraftcenter |
| 1971 | Tønder                 | Trivsel og Miljø |
| 1972 | Skive                  | Forureningsbekæmpelse |
| 1973 | Hjørring               | Indsats for medvær |
| 1974 | Ribe                   | Fremme af erhvervslivet |
| 1975 | Varde                  | Erhvervsindsats og bevarelse af gammelt købstadsmiljø |
| 1976 | Lemvig                 | Godt samfund for borgerne |
| 1977 | Ringkøbing             | Trivsel forenet med bevarelse af købstadsmiljø |
| 1978 | Brønderslev            | God by for borgerne |
| 1979 | Hobro                  | Effektiv bekæmpelse af ungdomsarbejdsløshed |
| 1980 | Holstebro for 2. gang  | Sikring af børn i trafikken |
| 1981 | Kolding                | Forbedring af erhvervsvilkår og etablering af nye virksomheder |
| 1982 | Nykøbing Mors          | Stor indsats for ældre borgere |
| 1983 | Gadbjerg               | En by hvor borgerne løser store opgaver i fællesskab |
| 1984 | Haderslev              | Byfornyelse i balance med bybevarelse |
| 1985 | Odense                 | Stor indsats for kulturlivet |
| 1986 | Holbæk                 | En god by at være ung i |
| 1987 | Frederikshavn          | Gader gjort til gode opholds- og handelssteder |
| 1988 | Fredericia             | Mennesket i centrum i boligplanlægningen |
| 1989 | Hirtshals              | En by hvor fantasien er trumf |
| 1990 | Hillerød               | Sådan bliver det i 90'erne - fremtidsinitiativer |
| 1991 | Nakskov                | En by med horisont |
| 1992 | Ebeltoft               | En gæstfri by - turisme |
| 1993 | Viborg                 | En god by at vokse op i |
| 1994 | Skanderborg            | En by med musik i – hvor livsglæden trives i kraft af et kreativt miljø og folkeligt engagement |
| 1995 | Albertslund            | En by der sikrer indhold i fritiden |
| 1996 | Fredericia for 2. gang | En by der tænker grønt – en by hvor borgere, byråd og erhvervsliv samarbejder om at forbedre miljøet |
| 1997 | Esbjerg                | En by der går nye veje i den offentlige sektor – byen der tænker utraditionelt, når offentlige opgaver skal løses |
| 1998 | Ishøj                  | En by med netværk – en by hvor foreningslivet blomstrer |
| 1999 | Nordborg               | Bedste kombination af 12 emner: kriminalitet, grønne og rekreative områder, boligpris, transport til arbejde, skatteprocent, jobmuligheder, fritidstilbud til børn og unge, få flygtninge og indvandrere, kulturelle tilbud, pasningsmuligheder og priser på pasning af børn, klassekvotient og ressourcer i folkeskolen, ældreomsorg og ældreboliger |
| 2000 | Svendborg              | De ældres by – et godt sted at blive gammel |
| 2001 | Hammel                 | Folkeskolen |
| 2002 | Horsens                | Et godt byliv skabt gennem god arkitektur |
| 2003 | Herning for 2. gang    | En by med spræl i |
| 2004 | Sallingsund            | Nye veje til nærdemokratiet |
| 2005 | Bjerringbro            | Sund by |
| 2006 | Esbjerg for 2. gang    | En by, der understøtter talenter |